# Жулавский, Мирослав
Мирослав Жулавский (пол. Mirosław Żuławski, 16 января 1913, Ниско, Королевство Галиции и Лодомерии, Австро-Венгрия — 17 февраля 1995, Варшава, Польша) — польский писатель, прозаик, дипломат и сценарист, отец режиссёра Анджея Жулавского, племянник писателя Ежи Жулавского

## Биография
Мирослав Жулавский родился 16 января 1913 года в городе Ниско.
Получил юридическое и дипломатическое образование во Львовском университете Яна Казимира.
Карьеру поэта начал в 1934 году, публикуясь в ежемесячнике Sygnały.
Во время Второй мировой войны он был воином Союза вооружённой борьбы, а затем Армии Крайовой. В последней Жулавский работал в культурном подполье, а также писал информационные бюллетени. Некоторое время во время немецкой оккупации Львова работал в Институте сыпного тифа и вирусологии профессора Рудольфа Вайгля.
В 1944—1945 годах был военным корреспондентом.
После войны стал помощником главного редактора газеты «Rzeczpospolita».
В 1945—1952 и 1957—1978 гг. Мирослав Жулавский был на дипломатической работе как постоянный представитель Польши в ЮНЕСКО в Париже. Также был послом Польской Народной Республики (ПНС) в США и Мали. Был редактором еженедельника «Przegląd Kulturalny» с 1952 до 1957.
В 1990-х годах Мирослав Жулавский публиковал фельетоны в «Twój Styl».
Умер 17 февраля 1995 в Варшаве.

## Произведения
- «Последняя Европа», рассказы, 1947
- «Три миниатюры», 1947
- «Красная река», роман, 1953[5]
- «Портрет врага», 1954
- «Атлантическая повесть», 1954[6]
- «Щепки бамбука», 1956
- «Звёздная собака», 1965
- «Сказания моей жены», 1970
- «Писаное ночью», фельетоны, 1973 (расширенное издание 1976 года)
- «Семейный альбом», 1997
- «Побег в Африку», воспоминания, 1983—1989

### Киносценарии
- «Автобус отправляется в 6.20», консультант сценариста, 1954
- «История Атлантики», на его собственных воспоминаниях, 1955
- «Песнь торжествующей любви» (по повести Тургенева), 1967
- «Павончелло», 1967
- «Третья часть ночи», 1971

## Цитаты
- «Людям кажется, что они лучше, когда им лучше» — Мирослав Жулавский.[7]